# Догриб
Догриб (на английски: Dogrib), известни днес като Тличо (на английски: Tlicho) е северноамериканско индианско племе от Атабаското езиково семейство. Догриб е английския вариант на тяхното име „тлинкчадине – хората от кучешко ребро“. Традиционната родина на племето се простира на изток от река Маккензи, между Голямото робско езеро и Голямото мече езеро в централната част на Северозападните територии, Канада.

## Култура
Догриб са предимно номади, прехранващи се с лов на карибу и дребен дивеч. Мъжете ловуват предимно карибу, мускусен бик, лос, зайци и друг дребен дивеч, както и птици. Занимавали се и по малко с риболов, който по-късно с намаляването на дивеча през 19 век, постепенно придобива по-голямо значение.
Жените събират някои видове горски плодове и други растителни храни. Хората не ядат невестулка, вълк, скункс и куче.
Основно облекло е риза, набедреник, гамаши, и мокасини направени от кожи. През зимата и двата пола използват кожени наметала, шапки и ръкавици.
Догриб живеят в конични типита покрити с най-много 40 кожи на карибу. Страните са покрити със сняг през зимата.

## Подразделения
Племето се подразделя традиционно на 4 автономни групи, състоящи се от по няколко местни малки ловни групи. Всяка група е ръководена от вожд или голям ловец с неформална власт.
- Линчане
- Такфуелотине
- Тсантиеотине
- Тсеотине

## История
Племето се среща за първи път с неиндианци през 1744 г. или 1771 г. Първият търговски пост построен в земите им е Форт Рей през 1852 г. Католическите мисионери пристигат през 1858 г. Постепенно племето е въвлечено в търговията с кожи и живота им бързо започва да се променя. Преживяват тежки епидемии след 1859 г. Повечето Dogribs бяха кръстени католик от 1870 г. Първият договор с Канада бе подписан през 1900 г.
През 1921 г. догриб, заедно с други групи Дене от района на Голямото робско езеро подписват с Канада Договор 11. С увеличаване на развитието в долината на река Макензи през 1960-те и 1970-те и с много от разпоредбите на договора, които никога не са изпълнени, групите дене отново лобират пред федералното правителство за осигуряване на техните политически, земеделски и други права в северозапада. В началото на 1981 г. нациите Дене участват в преговорите за всеобщ иск за земя. Когато ръководството на Дене гласува за отхвърляне на окончателния проект на споразумението през 1990 г., преговорите се сриват и федералното правителство започва преговори поотделно с всяка регионални група. През 1995 г. догриб започва преговори с отделен иск за земя. Иска получава кралско одобрение на 10 февруари 2005 г. и оттогава новосформираното правителство на догриб създава структура за работно управление, което осигурява програми и услуги за управление на различните разпоредби на иска за земята. За твърдението, че племето е собственик на 39 000 кв. км. земя получава 152 милиона долара компенсация, изплатена за 14 години и дял от федералните минерални залежи в долината на Макензи. С тези пари догриб подпомагат развитието на занаятите, икономиката, услугите и образованието на своите хора, и подпомагат опазването на езика и културата.
Първоначално догриб е малко племе от около 800 души. До 1970 г. се увеличават до 1700, а през 2006 г. са отчетени общо 2020 догриб, живеещи в 6 населени места в родината им като приблизително 70% от населението живее в Рей. Днес те са известни като Тличо първа нация.
Днес лова и риболова остават важна част от икономиката им. Част от хората работят като наемни работници, а Жените се занимават предимно със занаяти.